# カッコウの許嫁
『カッコウの許嫁』（カッコウのいいなずけ、英題：A Couple of Cuckoos）は、吉河美希による日本の漫画作品。『週刊少年マガジン』（講談社）にて2019年43号に読み切り作品として掲載後、読者アンケートの結果から同誌の2020年9号より連載を開始。

## 概要
同作者にとって『ヤンキー君とメガネちゃん』、『山田くんと7人の魔女』に続く連載作品。
掲載当初から反響があり、2020年24号で同誌最速となる初表紙を飾った。その他、コミックス第1巻が4週連続で重版を記録する（講談社としては21世紀初）。
「次にくるマンガ大賞2020コミックス部門」にノミネートされて14位となり、上位入賞した。
第1巻発売を記念してPVが制作された。声優の内田真礼と内田雄馬が起用され、メインキャラクター4人の声を演じ分けている。また、「取り違えVer!」として、男女の配役が入れ替わったPVも制作されている。
話数カウントは「〇羽目」。サブタイトルは作中に登場した台詞が使われている。各話の扉ページはInstagramを模したものになっていることが多い。

## あらすじ
名門・私立目黒川学園に通っている海野凪は、産まれて16年越しに「取り違え子」の事実を知らされる。本当の両親に会いに行く途中、これから許嫁に会いに行くという天野エリカと偶然出会い、彼氏のフリをしてほしいと半ば強引に頼まれてしまう。すると実は凪と取り違えられたのはエリカであり、凪はエリカの許嫁であったことを知らされる。また、凪の想い人である瀬川ひろと凪の義妹である海野幸と凪の幼馴染の望月あいも恋の関係に乱入し、恋の五角関係として物語が進んでいく。

## 登場人物
声の項はテレビアニメ版の声優。

### メインキャラクター
海野 凪（うみの なぎ）
声 - 石川界人、島田愛野（幼少）
本作の主人公。私立目黒川学園2年生。血液型A型。身長171cm。
嬰児交換された乳児の片割れ。本来は資産家の次男として生まれたが、取り違えにより庶民として育ってきた。勉学を怠らない優等生であり、学費免除の特待生として入学した。ドライな理屈家だが、時折オーバーなリアクションをする。義両親の影響により、腕っぷしが強い上に家事全般が得意。ただし、ヤモリなどの生物は「予測不可能な動きをする」という理由で苦手。
物語当初、瀬川ひろに密かな想いを寄せていたが、同棲生活が始まってからエリカや幸に心を動かされていく。
天野 エリカ（あまの エリカ）
声 - 鬼頭明里
本作のメインヒロイン。凪の許嫁。私立目黒川学園2年生。血液型AB型。身長160cm。趣味はSNSやコスプレ。
嬰児交換された乳児の片割れ。本来はヤンキー家族の長女として生まれたが、取り違えにより令嬢として育ってきた。自撮り写真を上げられてみれば、巷で話題になるほど美人。
明るく勝気な性格だが、人付き合いはやや苦手。学業はあまり振るわないが、スポーツは得意。
瀬川 ひろ（せがわ ひろ）
声 - 東山奈央
本作のヒロインの1人。凪の恋人。私立目黒川学園2年生。血液型O型。身長162cm。趣味は御朱印集め。
学年トップの才女。男女を問わず人気を得ているが、素は天然のドジっ娘。平安時代から続いている目黒明神の後継ぎであり、未登場の許嫁がいる。
非常に負けず嫌いな性格であり、定期テストでいつも凪と首位を争っている。格闘技に精通しており、空手三段の腕前でキックボクシングも嗜んでいる。
海野 幸（うみの さち）
声 - 小原好美
本作のヒロインの1人。凪の義妹。誕生日は9月3日。血液型B型。身長156cm。好物はスイカバー。
海野家の次女として生まれ、実姉であるエリカに負けず劣らずの美人。以前からブラコン気味であり、凪に対して特別な想いを抱いていた。同棲生活が始まって早々、無理やり大豪邸に居候する。
元より手先が不器用だったらしく、料理の出来栄えも悪い（味は問題ない）。学業もあまり芳しくない模様。凪やエリカと違ってコミュニケーション能力が高く、店の手伝いは専ら接客担当。
エリカと初めて顔を合わせた際、緊張のあまり最初は会話ができなかった。その後はすぐに打ち解け、行動パターンの一致しているところがあることが発覚。
望月 あい（もちづき あい）
声 - 羊宮妃那
本作のヒロインの1人。凪の幼馴染にして初恋相手。
わずか13歳で大学に入り、卒業を果たすと同時に歌手となった経歴を持つ。代表曲は「漏電」。中国に引っ越す際に凪に告白され、彼と結婚するために日本へ戻ってきた。

### 海野家
海野 洋平（うみの ようへい）
声 - 木村良平
エリカ・幸の実父で、凪の義父。ヤンキー上がり。お食事処『海野亭』の店主。趣味は釣り。
ツーブロックの金髪オールバックにサングラスというチンピラのような容姿だが豪快で快活な性格の好人物。奈美恵とは喧嘩するほど仲が良い夫婦関係。
海野 奈美恵（うみの なみえ）
声 - 日笠陽子
エリカ・幸の実母で、凪の義母。夫同様、ヤンキー上がり。お食事処『海野亭』の女将。
本人は自覚していないが、二児の母親とは思えないほど若々しい美人。洋平とは喧嘩するほど仲が良い夫婦関係。

### 天野家
天野 宗一郎（あまの そういちろう）
声 - 森川智之
凪の実父で、エリカの義父。1965年度生まれ。私立目黒川学園の卒業生。
貧乏な家庭の生まれだが、現在はホテル経営をしている資産家。腹が読めない性格で、掴みどころがなく飄々としている。凪とエリカの共同生活を設けた張本人。浮世離れした大富豪であり、容易く豪邸を用意するレベル。義娘のエリカとは反りが合わず、彼女からも苦手意識を持たれている。
天野 律子（あまの りつこ）
声 - 有賀由樹子
凪の実母で、エリカの義母。旧姓は「佐伯」。1965年度生まれ。私立目黒川学園の卒業生。
裕福な家庭の生まれであり、現在はテレビ局の敏腕プロデューサー。デリカシーに欠けた屈託のない性格。宗一郎とは文化祭のM-1（目黒川1グランプリ）でコンビを組んだこときっかけに結婚する。
天野 宗助（あまの そうすけ）
声 - 島田愛野（幼少）
本作のキーパーソン。凪の実兄で、エリカの義兄。喫煙者。
顔立ちは凪と瓜二つ。詳細については不明だが、幼い頃から実家を離れている。現在は不動産業に携わっており、父に負けず劣らずの大富豪。
長らく回想シーンのみの登場だったが、第135話でようやく本編に登場する。

### 瀬川家
瀬川 あさみ（せがわ あさみ）
声 - 渡辺弥咲
ひろの母。目黒明神の宮司。
凪をあまり快く思っておらず、娘に危害を与える存在と認識。
ひろの父（仮称）
山伏のような風貌。あさみと見合い結婚した婿養子。
妻曰く「相撲しかできない人」。

### 私立目黒川学園
遊馬 シオン（あすま シオン）
声 - 松岡禎丞
エリカに想いを寄せる男子生徒。遠足の際には先生に言って無理やり凪・エリカ・ひろの班に入ってきた。

### その他
そばっしー
前作『山田くんと7人の魔女』に登場した架空のキャラクター。焼きそばパンの妖精。
本キャラクターの登場により、前作のクロスオーバーという扱いになっている。
柴田（しばた）
声 - 鈴木裕斗
いわゆる非モテの人物。自分自身はエリカのファンと断言しているが、ただのストーカー。毎回、凪にボコボコにされ、退散させられている。凪を倒すため鍛えたという割には、全く相手になっていない。また毎回殴り合いに参加せず、口だけしか出さない二人の男（声 - 角田雄二郎・川島慶嗣）を引き連れている。
堂島 理人（どうじま りひと）
エリカの幼馴染。『堂島リゾートホテル』の御曹司。大学1年生（建築家専攻）。
九鬼丸 寿乃（くきまる じゅの）
加茂川高校2年生。ひろの許嫁。京都の『七坂神社』の次男で、目黒明神に婿入りすることになっている。彼の父とひろの父は大学時代の友人。長らく名前や容姿など正体不明だったが、第213話でようやく登場する。

## 書誌情報

### コミックス
- 吉河美希『カッコウの許嫁』 講談社〈講談社コミックス〉、既刊29巻（2025年8月12日現在）
  1. 2020年5月15日発売[22]、ISBN 978-4-06-519380-8
  2. 2020年7月17日発売[23]、ISBN 978-4-06-520108-4
  3. 2020年9月17日発売[24]、ISBN 978-4-06-520597-6
  4. 2020年11月17日発売[25]、ISBN 978-4-06-521254-7
  5. 2021年1月15日発売[26]、ISBN 978-4-06-521642-2
  6. 2021年4月16日発売[27]、ISBN 978-4-06-522522-6
  7. 2021年7月16日発売[28]、ISBN 978-4-06-523580-5
  8. 2021年9月17日発売[29]、ISBN 978-4-06-524837-9
  9. 2021年11月17日発売[30]、ISBN 978-4-06-526000-5
  10. 2022年1月17日発売[31]、ISBN 978-4-06-526602-1
  11. 2022年3月17日発売[32]、ISBN 978-4-06-527283-1
  12. 2022年5月17日発売[33]、ISBN 978-4-06-527918-2
  13. 2022年7月15日発売[34]、ISBN 978-4-06-528431-5
  14. 2022年10月17日発売[35]、ISBN 978-4-06-529488-8
  15. 2022年12月16日発売[36]、ISBN 978-4-06-529937-1
    - 海野幸ミニ写真集『キミに幸あれ』付き特装版 同日発売[37]、ISBN 978-4-06-530085-5

  16. 2023年3月16日発売[38]、ISBN 978-4-06-530628-4
  17. 2023年5月17日発売[39]、ISBN 978-4-06-531584-2
  18. 2023年8月17日発売[40]、ISBN 978-4-06-532608-4
  19. 2023年10月17日発売[41]、ISBN 978-4-06-533151-4
  20. 2023年12月15日発売[42]、ISBN 978-4-06-533885-8
    - 瀬川ひろコレクション『ひろコレ』付き特装版 同日発売[43]、ISBN 978-4-06-533942-8

  21. 2024年2月16日発売[44]、ISBN 978-4-06-534567-2
    - 天野エリカコレクション『エリコレ』付き特装版 同日発売[45]、ISBN 978-4-06-534565-8

  22. 2024年4月17日発売[46]、ISBN 978-4-06-535176-5
    - 海野幸コレクション『幸コレ』付き特装版 同日発売[47]、ISBN 978-4-06-535174-1

  23. 2024年7月17日発売[48]、ISBN 978-4-06-536159-7
    - 望月あいコレクション『あいコレ』付き特装版 同日発売[49]、ISBN 978-4-06-536136-8

  24. 2024年9月17日発売[50]、ISBN 978-4-06-536771-1
  25. 2024年11月15日発売[51]、ISBN 978-4-06-537440-5
  26. 2025年1月17日発売[52]、ISBN 978-4-06-538066-6
  27. 2025年4月16日発売[53]、ISBN 978-4-06-539100-6
  28. 2025年6月17日発売[54]、ISBN 978-4-06-539764-0
  29. 2025年8月12日発売[55]、ISBN 978-4-06-540371-6

### ノベライズ
- 吉河美希（原作・イラスト）・有沢ゆう希（小説）『カッコウの許嫁』 講談社〈青い鳥文庫〉、既刊5巻（2022年7月13日現在）
  1. 2021年4月14日発売[56]、ISBN 978-4-06-522919-4
  2. 2021年7月14日発売[57]、ISBN 978-4-06-523967-4
  3. 2021年11月10日発売[58]、ISBN 978-4-06-525872-9
  4. 2022年4月13日発売[59]、ISBN 978-4-06-527445-3
  5. 2022年7月13日発売[60]、ISBN 978-4-06-528435-3

## テレビアニメ
2022年4月から10月までテレビ朝日系列『NUMAnimation』枠ほかにてSeason1が連続2クールで放送された。
Season2は2025年7月よりTOKYO MX、BS日テレ、KBS京都ほかにて放送中。

### スタッフ
|                              | Season1                   | Season2                   |
| ---------------------------- | ------------------------- | ------------------------- |
| 原作                         | 吉河美希                  | 吉河美希                  |
| 総監督                       | 赤城博昭                  | N/A                       |
| 監督                         | 白幡良志之                | 菱田正和                  |
| シリーズ構成                 | 中西やすひろ              | 青葉譲                    |
| キャラクターデザイン         | 髙野綾                    | 近響子                    |
| サブキャラクターデザイン     | 島崎知美                  | 森幸子                    |
| プロップデザイン             | 今野幸一                  | 渡辺浩二                  |
| 色彩設計                     | 山上愛子                  | 長谷川美穂                |
| 美術監督                     | 松本浩樹                  | 林竜太                    |
| 美術設定                     | 平義樹弥                  | 若宮柊子、齊藤優香        |
| 撮影監督                     | 衛藤英毅、浜尾繁光        | 貝沼星乃                  |
| CG監督                       | 神林憲和                  | N/A                       |
| 編集                         | 肥田文                    | 山田聖実                  |
| 音響監督                     | 小沼則義                  | 小沼則義                  |
| 音楽                         | 石塚玲依                  | 石塚玲依                  |
| 音楽制作                     | イマジン                  | イマジン                  |
| プロデューサー               | 立花耕、黒須信彦          | 立花耕、黒須信彦          |
| プロデューサー               | 高橋伸明、森悠紀 荒木元道 | 山本修平、中村暢 宮嶋耕平 |
| アニメーションプロデューサー | 櫻井洋介、三浦俊一郎      | 乙川将志                  |
| アニメーション制作           | シンエイ動画、SynergySP   | オクルトノボル            |
| 製作                         | カッコウの許嫁製作委員会  | カッコウの許嫁製作委員会2 |

### 主題歌
Season1
「凸凹」
吉岡聖恵による第1クールオープニングテーマ。作詞・作曲は長屋晴子（緑黄色社会）、編曲はNaoki Itai、緑黄色社会。
「Glitter」
sumikaによる第2クールオープニングテーマ。作詞・作曲は片岡健太、編曲はハヤシベトモノリ、sumika。
「四角運命」
三月のパンタシアによる第1クールエンディングテーマ。作詞はみあ、作曲・編曲は片山将太。
「HELLO HELLO HELLO」
藍井エイルによる第2クールエンディングテーマ。作詞はEir、山本玲史、作曲は山本玲史、編曲は山田竜平。
Season2
「君がくれたもの」
asmiによるオープニングテーマ。作詞・作曲はasmi、編曲はTaro Ishida。
「あなたでなくちゃ」
22/7によるエンディングテーマ。作詞は秋元康、作曲・編曲は中山翔吾。
「漏電」
望月あい（羊宮妃那）による挿入歌。作詞はマイクスギヤマ、作曲・編曲は石塚玲依。

### 各話リスト
| 話数    | サブタイトル                        | 脚本         | 絵コンテ                       | 演出              | 作画監督 | 総作画監督                                | 初放送日       |         |         |         |         |         |         |         |         |         |         |         |         |         |         |         |         |         |
| Season1 | Season1                             | Season1      | Season1                        | Season1           | Season1 | Season1                                   | Season1        | Season1 | Season1 | Season1 | Season1 | Season1 | Season1 | Season1 | Season1 | Season1 | Season1 | Season1 | Season1 | Season1 | Season1 | Season1 | Season1 | Season1 |
| ------- | ----------------------------------- | ------------ | ------------------------------ | ----------------- | --- | ----------------------------------------- | -------------- | ------- | ------- | ------- | ------- | ------- | ------- | ------- | ------- | ------- | ------- | ------- | ------- | ------- | ------- | ------- | ------- | ------- |
| 1羽目   | 私の彼氏になりなさいよ！            | 中西やすひろ | 白幡良志之                     | 白幡良志之        | 滝本賢児 島崎知美 瀧澤茉夕 林子皓 | 槙田一章 蔡孟書                           | 2022年 4月24日 |         |         |         |         |         |         |         |         |         |         |         |         |         |         |         |         |         |
| 2羽目   | 結婚ならしないわよ？                | 中西やすひろ | 杉島邦久                       | 沼山茉由          | 大豆一博 | 萩原しょう子 渡辺まゆみ                   | 5月1日         |         |         |         |         |         |         |         |         |         |         |         |         |         |         |         |         |         |
| 3羽目   | 絶対に負けないから!!!!              | 中西やすひろ | 長岡義孝                       | 長岡義孝          | 今野幸一 江崎稔 小澤和則 趙小川 王敏 陳玲玲 姜海華 ワン・オーダー | 萩原しょう子 渡辺まゆみ                   | 5月8日         |         |         |         |         |         |         |         |         |         |         |         |         |         |         |         |         |         |
| 4羽目   | 俺と付き合ってくれますか…？         | 中西やすひろ | 板井寛樹                       | 斉藤秀二          | 渡辺まゆみ 鄭叡興 林子皓 しんや 黒崎知栄実 | 渡辺まゆみ 鄭叡興                         | 5月15日        |         |         |         |         |         |         |         |         |         |         |         |         |         |         |         |         |         |
| 5羽目   | 一緒に朝活できるかな…？             | 中西やすひろ | 吉川博明                       | 熊野千尋          | 根津壮志 | 田辺謙司                                  | 5月22日        |         |         |         |         |         |         |         |         |         |         |         |         |         |         |         |         |         |
| 6羽目   | 一人で住んでるんだよね？            | 中西やすひろ | 白幡良志之                     | 白幡良志之        | 槙田一章 蔡孟書 島崎知美 滝本賢児 黒﨑知栄実 瀧澤茉夕 趙小川 王敏 陳玲玲 | 槙田一章 蔡孟書                           | 5月29日        |         |         |         |         |         |         |         |         |         |         |         |         |         |         |         |         |         |
| 7羽目   | 運命、変わっちゃうのかな？          | 中西やすひろ | 奥村よしあき                   | 槇麻里奈          | Song Hyeon-ju Lee Ye-Seung Jo Won-ha | 渡辺まゆみ 萩原しょう子 槙田一章          | 6月5日         |         |         |         |         |         |         |         |         |         |         |         |         |         |         |         |         |         |
| 8羽目   | このまま結婚しちゃうの？            | 中西やすひろ | 長岡義孝                       | 長岡義孝          | 今野幸一 江崎稔 趙小川 王敏 陳玲玲 | 萩原しょう子 荒牧園美 渡辺まゆみ 滝本賢児 | 6月12日        |         |         |         |         |         |         |         |         |         |         |         |         |         |         |         |         |         |
| 9羽目   | 黒潮が俺を呼んでいるぜ…!!           | 中西やすひろ | 杉島邦久                       | 鈴木孝聡          | 鄭叡興 林子皓 しんや 無錫櫻花卡通有限公司 ワン・オーダー | 渡辺まゆみ 萩原しょう子 槙田一章 蔡孟書   | 6月19日        |         |         |         |         |         |         |         |         |         |         |         |         |         |         |         |         |         |
| 10羽目  | 妹扱いしないでよ                    | 中西やすひろ | 西田健一                       | 熊野千尋          | 根津壮志 | 田辺謙司                                  | 6月26日        |         |         |         |         |         |         |         |         |         |         |         |         |         |         |         |         |         |
| 11羽目  | 無かったことになんて出来ないよ      | 中西やすひろ | 羽鳥潤                         | 斉藤秀二          | 島崎知美 今野幸一 滝本賢児 吉田肇 ふたふさ FEI HUNG 何映潭 きなな 李春桃 | 槙田一章 蔡孟書                           | 7月3日         |         |         |         |         |         |         |         |         |         |         |         |         |         |         |         |         |         |
| 12羽目  | 好きじゃない、まだ                  | 中西やすひろ | 杉島邦久                       | 沼山茉由          | 大豆一博 | 渡辺まゆみ 萩原しょう子 槙田一章          | 7月10日        |         |         |         |         |         |         |         |         |         |         |         |         |         |         |         |         |         |
| 13羽目  | なかなかうまくいかないねぇ          | 中西やすひろ | 奥村よしあき                   | 長岡義孝          | 今野幸一 ふたふさ 福島豊明 ラッドプラス 無錫櫻花卡通有限公司 何映潭 ToJ 李春桃 | 槙田一章 蔡孟書 萩原しょう子 渡辺まゆみ   | 7月24日        |         |         |         |         |         |         |         |         |         |         |         |         |         |         |         |         |         |
| 14羽目  | 壁は超えるためにある!!              | 中西やすひろ | 直谷たかし                     | 鈴木孝聡          | 林子皓 しんや 福島豊明 大野勉 趙小川 王敏 陳玲玲 姜海華 何映潭 毕紫强 李春桃 | 萩原しょう子 槙田一章 渡辺まゆみ 滝本賢児 | 7月31日        |         |         |         |         |         |         |         |         |         |         |         |         |         |         |         |         |         |
| 15羽目  | 言うしかない、俺たちの秘密…！       | 中西やすひろ | 奥村よしあき                   | 前園文夫          | 小野ひろみ | 槙田一章 蔡孟書 萩原しょう子 渡辺まゆみ   | 8月7日         |         |         |         |         |         |         |         |         |         |         |         |         |         |         |         |         |         |
| 16羽目  | 今の会話がしたいんです              | 中西やすひろ | 新井宣圭                       | 新井宣圭          | 島崎知美 吉田肇 趙小川 王敏 陳玲玲 姜海華 何映潭 FEI HUNG ToJ 李春桃 | 槙田一章 蔡孟書 萩原しょう子 渡辺まゆみ   | 8月14日        |         |         |         |         |         |         |         |         |         |         |         |         |         |         |         |         |         |
| 17羽目  | なにが起きてもおかしくないのでは!!? | 中西やすひろ | 長沼範裕                       | 奥村よしあき      | 今野幸一 滝本賢児 ふたふさ 大野勉 無錫櫻花卡通有限公司 趙小川 王敏 陳玲玲 | 槙田一章 蔡孟書 萩原しょう子 渡辺まゆみ   | 8月21日        |         |         |         |         |         |         |         |         |         |         |         |         |         |         |         |         |         |
| 18羽目  | その人は誰…？                       | 中西やすひろ | 西田健一                       | 斉藤秀二          | 林子皓 黒崎知栄実 飛鴻動畫 何映潭 ToJ きなな KHATA スタジオグラム ワンオーダー | 槙田一章 蔡孟書 萩原しょう子 渡辺まゆみ   | 8月28日        |         |         |         |         |         |         |         |         |         |         |         |         |         |         |         |         |         |
| 19羽目  | もう気づいているんだよね…？         | 中西やすひろ | 杉島邦久                       | 佐々木真哉        | 韓承熙 酒井KEI 金垣希 無錫櫻花卡通有限公司 | 槙田一章 蔡孟書 萩原しょう子 渡辺まゆみ   | 9月4日         |         |         |         |         |         |         |         |         |         |         |         |         |         |         |         |         |         |
| 20羽目  | 早く大人になりたーい!!!!            | 中西やすひろ | 奥村よしあき                   | 前園文夫          | 日置正志 長坂綾子 于庚鑫 魏蓮 趙殷璟 | 槙田一章 蔡孟書 萩原しょう子 渡辺まゆみ   | 9月11日        |         |         |         |         |         |         |         |         |         |         |         |         |         |         |         |         |         |
| 21羽目  | 私と凪くんだけの秘密じゃん          | 中西やすひろ | 西田健一                       | 鈴木孝聡          | 林子皓 島崎知美 吉田肇 福島豊明 飛鴻動畫 何映潭 ToJ 無錫櫻花卡通有限公司 | 槙田一章 蔡孟書 萩原しょう子 渡辺まゆみ   | 9月18日        |         |         |         |         |         |         |         |         |         |         |         |         |         |         |         |         |         |
| 22羽目  | 会う時は俺も一緒だ                  | 中西やすひろ | 杉島邦久                       | 奥村よしあき      | 滝本賢児 今野幸一 ふたふさ 大野勉 飛鴻動畫 何映潭 ToJ 程方舟 株式会社ユニゾン 山村俊了                                                                                              | 槙田一章 蔡孟書 萩原しょう子 渡辺まゆみ   | 9月25日        |         |         |         |         |         |         |         |         |         |         |         |         |         |         |         |         |         |
| 23羽目  | これからどうしよっか                | 中西やすひろ | 松井ひとゆき                   | 山内東生雄        | 酒井KEI 服部憲和 韓承熙 真壁智之 松井芳彦 Ani-G | 槙田一章 蔡孟書 萩原しょう子 渡辺まゆみ   | 10月2日        |         |         |         |         |         |         |         |         |         |         |         |         |         |         |         |         |         |
| 24羽目  | 二人が幸せならそれが一番じゃん      | 中西やすひろ | 白幡良志之                     | 熊野千尋          | 今野幸一 林子皓 福島豊明 滝本賢児 吉田肇 ふたふさ 黒崎知栄実 飛鴻動畫 何映潭 ToJ | 槙田一章 蔡孟書 萩原しょう子 渡辺まゆみ   | 10月2日        |         |         |         |         |         |         |         |         |         |         |         |         |         |         |         |         |         |
| Season2 |                                     |              |                                |                   | |                                           |                |         |         |         |         |         |         |         |         |         |         |         |         |         |         |         |         |         |
| 1羽目   | 海野君の初恋相手は誰ですか？        | 青葉譲       | 菱田正和                       | 菱田正和          | 清水勝祐 北島勇樹 江原小百合 渡辺浩二 山下聖美 ふたふさ 大野勉 拾月動画 | 近響子 森幸子                             | 2025年 7月8日  |         |         |         |         |         |         |         |         |         |         |         |         |         |         |         |         |         |
| 2羽目   | お兄に告白されてたよね…？           | 青葉譲       | 岩崎由希                       | 岩崎由希          | 清水勝祐 北島勇樹 ふたふさ 七霊石 拾月動画 CHEN JIAXING LI SHAOCHUAN ZENG SHAN Sun Zhenliang Luo Zhan Mao Gaoban Tai Shang Wang Yu Liu Longsheng                                    | 近響子 森幸子                             | 7月15日        |         |         |         |         |         |         |         |         |         |         |         |         |         |         |         |         |         |
| 3羽目   | それを100倍にした感じかな           | 青葉譲       | 上原秀明                       | 上原秀明          | 渡辺浩二 山下聖美 江原小百合 拾月動画 LI XU QU XIN TONG LIU RUI LIU SHUANG ZHANG YING XING SHU YAN QI QI HU SHENG HUANG CHEN WEI                                                    | 近響子 﨑本さゆり                         | 7月22日        |         |         |         |         |         |         |         |         |         |         |         |         |         |         |         |         |         |
| 4羽目   | みなさんおそろいで                  | 青葉譲       | 坂元寛和 菱田正和（Live Part） | 坂元寛和 菱田正和 | 大野勉 清水勝祐 森幸子 reboot Studio Bus 拾月動画 | 近響子 﨑本さゆり                         | 7月29日        |         |         |         |         |         |         |         |         |         |         |         |         |         |         |         |         |         |
| 5羽目   | 私の人生でもあるんだからね!!        | 青葉譲       | 赤堀裕耶                       | 赤堀裕耶 菱田正和 | 北島勇樹 江原小百合 森幸子 拾月動画 CHEN JIAXING LI SHAOCHUAN ZENG SHAN | 近響子 﨑本さゆり                         | 8月5日         |         |         |         |         |         |         |         |         |         |         |         |         |         |         |         |         |         |
| 6羽目   | 普通でいられるわけないでしょ…!!     | 青葉譲       | 風間紘未                       | 風間紘未 菱田正和 | 山下聖美 渡辺浩二 清水勝祐 LI XU QU XIN TONG LIU RUI LIU SHUANG ZHANG YING XING SHU YAN QI QI HU SHENG HUANG CHEN WEI 無錫市淏明動漫株式会社 Zhang KunHao Zhang ZiXiang Huang SiQin | 近響子 﨑本さゆり                         | 8月12日        |         |         |         |         |         |         |         |         |         |         |         |         |         |         |         |         |         |
| 7羽目   | だって俺たちが切り拓くんだから…！   | 青葉譲       | 上原秀明                       | 上原秀明          | Studio Bus reboot Zhang KunHao Zhang ZiXiang Huang SiQin Zhu RongShuang 清水勝祐 | 﨑本さゆり                                | 8月19日        |         |         |         |         |         |         |         |         |         |         |         |         |         |         |         |         |         |

### 放送局
| 放送期間                                   | 放送時間                     | 放送局                                          | 対象地域 | 備考                          |
| ------------------------------------------ | ---------------------------- | ----------------------------------------------- | -------- | ----------------------------- |
| 2022年4月24日 - 10月2日                    | 日曜 1:30 - 2:00（土曜深夜） | テレビ朝日（製作参加）ほか 系列フルネット全24局 | 日本国内 | 字幕放送 / 『NUMAnimation』枠 |
|                                            | 日曜 2:30 - 3:00（土曜深夜） | テレ朝チャンネル1                               | 日本全域 | CS放送 / リピート放送あり     |
| 最終回は1時間スペシャルとして2話連続放送。 |                              |                                                 |          |                               |

| 配信開始日            | 配信時間                           | 配信サイト |
| --------------------- | ---------------------------------- | --- |
| 2022年4月24日         | 日曜 1:30（土曜深夜） 更新         | ニコニコチャンネル |
|                       | 日曜 1:30 - 2:00（土曜深夜）       | ABEMA |
|                       | 日曜 22:00 - 22:30                 | ニコニコ生放送 |
| 2022年4月24日以降順次 | 日曜 1:30（土曜深夜） 以降順次更新 | dアニメストア ABEMAビデオ GYAO! ひかりTV FOD バンダイチャンネル Hulu TELASA J:COMオンデマンド みるプラス見放題プレミアム Netflix U-NEXT アニメ放題 Amazon Prime Video WOWOWオンデマンド Disney+ Rakuten TV DMM.com music.jp ビデオマーケット ムービーフルPlus HAPPY!動画 |

| 放送期間       | 放送時間                     | 放送局     | 対象地域 | 備考                                            |
| -------------- | ---------------------------- | ---------- | -------- | ----------------------------------------------- |
| 2025年7月8日 - | 火曜 23:00 - 23:30           | TOKYO MX   | 東京都   |                                                 |
|                | 火曜 23:30 - 水曜 0:00       | BS日テレ   | 日本全域 | 製作参加 / BS/BS4K放送 / 『アニメにむちゅ〜』枠 |
| 2025年7月9日 - | 水曜 1:00 - 1:30（火曜深夜） | KBS京都    | 京都府   |                                                 |
|                |                              | サンテレビ | 兵庫県   |                                                 |

| 配信開始日    | 配信時間                | 配信サイト | 備考                 |
| ------------- | ----------------------- | --- | -------------------- |
| 2025年7月8日  | 火曜 23:00 - 23:30      | ABEMA | 地上波同時・最速配信 |
|               | 火曜 23:00 更新         | dアニメストア | 地上波同時・最速配信 |
| 2025年7月11日 | 金曜 23:00 以降順次更新 | U-NEXT アニメ放題 ニコニコ生放送 ニコニコチャンネル Lemino DMM TV バンダイチャンネル Hulu AnimeFesta FOD TELASA（見放題プラン） J:COM STREAM milplus 見放題パックプライム Prime Video | 見放題配信           |
|               |                         | HAPPY!動画 Rakuten TV | 都度課金配信         |

### BD / DVD
| 巻 | 発売日         | 収録話          | 規格品番         | 規格品番  | 規格品番   |
| 巻 | 発売日         | 収録話          | BD完全数量限定版 | BD通常版  | DVD        |
| -- | -------------- | --------------- | ---------------- | --------- | ---------- |
| 1  | 2022年7月27日  | 1羽目 - 3羽目   | KAXA-8371        | KAXA-8381 | KABA-11161 |
| 2  | 2022年8月24日  | 4羽目 - 6羽目   | N/A              | KAXA-8382 | KABA-11162 |
| 3  | 2022年9月28日  | 7羽目 - 9羽目   | N/A              | KAXA-8383 | KABA-11163 |
| 4  | 2022年10月26日 | 10羽目 - 12羽目 | N/A              | KAXA-8384 | KABA-11164 |
| 5  | 2022年11月25日 | 13羽目 - 15羽目 | N/A              | KAXA-8385 | KABA-11165 |
| 6  | 2022年12月23日 | 16羽目 - 18羽目 | N/A              | KAXA-8386 | KABA-11166 |
| 7  | 2023年1月25日  | 19羽目 - 21羽目 | N/A              | KAXA-8387 | KABA-11167 |
| 8  | 2023年2月22日  | 22羽目 - 24羽目 | N/A              | KAXA-8388 | KABA-11168 |

| 巻 | 発売日             | 収録話         | 規格品番  | 規格品番   |
| 巻 | 発売日             | 収録話         | BD        | DVD        |
| -- | ------------------ | -------------- | --------- | ---------- |
| 1  | 2025年10月29日予定 | 1羽目 - 4羽目  | KAXA-9131 | KABA-11721 |
| 2  | 2025年11月26日予定 | 5羽目 - 8羽目  | KAXA-9132 | KABA-11722 |
| 3  | 2025年12月24日予定 | 9羽目 - 12羽目 | KAXA-9133 | KABA-11723 |

### ミニアニメ
2022年4月28日より、YouTube KADOKAWA Anime Channelにて『カッコウのいいかげん』が配信。
- 脚本 - 斉藤青
- 演出 - よしとも
- 音楽 - 石塚玲依
- 音響監督 - 小沼則義
- 音響制作 - クロービジョン
- ミニアニメ制作 - AQUS ARIS

| 話数 | サブタイトル           | 配信日         |
| ---- | ---------------------- | -------------- |
| #1   | いせかいてんせい！     | 2022年 4月28日 |
| #2   | いせかいすきる！       | 5月6日         |
| #3   | いせかいさいこー！     | 5月13日        |
| #4   | いせかいじん！         | 5月20日        |
| #5   | いせかいめし！         | 5月27日        |
| #6   | いせかいなかま！       | 6月3日         |
| #7   | いせかいおう！         | 6月10日        |
| #8   | いせかいぎるど！       | 6月17日        |
| #9   | いせかいそうび！       | 6月24日        |
| #10  | いせかいばとる！       | 7月1日         |
| #11  | いせかいさかば！       | 7月8日         |
| #12  | ぞく！いせかいさかば！ | 7月22日        |
| #13  | いせかいやどや！       | 7月29日        |
| #14  | いせかいもーにんぐ！   | 8月5日         |
| #15  | いせかいでーと！       | 8月12日        |
| #16  | いせかいさきゅばす！   | 8月19日        |
| #17  | いせかいゆうしゃ！     | 8月26日        |
| #18  | いせかいまおう！       | 9月2日         |
| #19  | いせかいだんじょん！   | 9月9日         |
| #20  | あくやくれいじょう！   | 9月16日        |
| #21  | はめつのふらぐ！       | 9月23日        |
| #22  | さよならいせかい！     | 9月30日        |

### Webラジオ
アニメ第1期放送と前後して、天野エリカ役の鬼頭明里、瀬川ひろ役の東山奈央、海野幸役の小原好美が交代制でパーソナリティーを務める『カッコウのプチラジオ』が配信される。
パイロット版は2022年1月28日、2月25日
、3月25日に配信された。本放送開始後は4月末より月1回の生放送ラジオとして配信。
| テレビ朝日系列 NUMAnimation | テレビ朝日系列 NUMAnimation | テレビ朝日系列 NUMAnimation |
| 前番組                      | 番組名                      | 次番組                      |
| --------------------------- | --------------------------- | --------------------------- |
| リーマンズクラブ            | カッコウの許嫁（第1期）     | ブルーロック（第1期）       |

## 評価
リアルサウンドのライターである苫とり子は、「王道ラブコメディの系譜」であると評価し、吉住渉の『ママレード・ボーイ』や古味直志の『ニセコイ』といった過去のヒット作との共通点があるとしている。